# آلن وینیرون
آلن وینیرون (فرانسوی: Alain Vigneron‎؛ زادهٔ ۱ سپتامبر ۱۹۵۴) دوچرخه‌سوار اهل فرانسه است.